# Mariola Brillowska
Mariola Brillowska (ur. 1961 w Sopocie) – polska i niemiecka artystka, performerka, pisarka, reżyserka, scenarzystka, aktorka głosowa, wykładowca akademicki.

## Życiorys
Urodziła się i wychowała w Sopocie. Ukończyła liceum artystyczne w Gdyni. Od 1981 mieszka i pracuje w Niemczech. W latach 1985–1991 studiowała w Hochschule für bildende Künste w Hamburgu, na uczelni, na której w późniejszych latach również wykładała. Po krótkim epizodzie pracy jako docent w Filmuniversität Babelsberg Konrad Wolf w Babelsbergu (Poczdam) była w latach 2005–2013 profesorem rysunku i ilustracji na Hochschule für Gestaltung Offenbach am Main w Offenbachu.
Od późnych lat 80. X wieku jest znana jako performerka, rysowniczka i autorka filmów rysunkowych. W 1991 za swój pierwszy film rysunkowy Grabowski, Haus des Lebens otrzymała Grand Prix Międzynarodowego Festiwalu Filmów Krótkometrażowych w Oberhausen.
W 1999 odbyła się jej, do tej pory najważniejsza indywidualna wystawa w Kunsthalle Lingen w Lingen.
Za swoje filmy muzyczne była wielokrotnie nominowana do niemieckiej nagrody MUVI.
W latach 2010–2011 wystawiała, początkowo na scenie Volksbühne w Berlinie, performance Liveakting im Film-Performance Mein Vereinigtes Universum.
W 2014 jurorka konkursu międzynarodowego Internationales Trickfilm-Festival Stuttgart.
W centrum kulturalnym Kampnagel w Hamburgu wystawiała swoje produkcje: Hond, Ritual Kanibalski de Luxe czy Kim, hässliche Frau, schöner Mann.
W 2013 opublikowała w wydawnictwie Langen Müller Verlag swoją debiutancką powieść Hausverbot.